# Love's Labor Lost (ER)
Love's Labor Lost is de negentiende aflevering van het eerste seizoen van de televisieserie ER, die voor het eerst werd uitgezonden op 9 maart 1995.

## Verhaal
Na de val van de moeder van Dr. Benton moet zij geopereerd worden aan haar heup. Dr. Benton eist dat hij mee mag assisteren in de operatiekamer, en gaat hier heel ver in.
Dr. Greene krijgt een patiënte onder behandeling die over twee weken uitgeteld is met haar zwangerschap. Dan beginnen de weeën en aangezien de verloskundige onbereikbaar is besluit Dr. Greene de baby te halen op de SEH. Dit geeft een andere uitkomst dan Dr. Greene voor ogen had, de moeder overlijdt later aan overmatig bloedverlies.

## Rolverdeling

### Hoofdrol
- Anthony Edwards - Dr. Mark Greene
- George Clooney - Dr. Doug Ross
- Sherry Stringfield - Dr. Susan Lewis
- Eriq La Salle - Dr. Peter Benton
- Amy Aquino - Dr. Janet Coburn
- Noah Wyle - John Carter
- Ming-Na Wen - Deb Chen
- Julianna Margulies - verpleegster Carol Hathaway
- Lily Mariye - verpleegster Lily Jarvik
- Yvette Freeman - verpleegster Haleh Adams
- Ellen Crawford - verpleegster Lydia Wright
- Dinah Lenney - verpleegster Shirley
- Abraham Benrubi - Jerry Markovic

### Gastrol
- Lisa Zane - Diane Leeds
- Mark Dakota Robinson - Steven Robbins
- Khandi Alexander - Jackie Robbins
- Beah Richards - Mae Benton
- Dennis Lipscomb - Dr. Wilson
- Bradford Drazen - Dr. Ralph Drake
- Colleen Flynn - Jodi O'Brien
- Bradley Whitford - Sean O'Brien
- Theodore Borders - Joey Paige
- Edith Fellows - Sadie Hubbell
- Jesse D. Goins - Mr. Paige

en vele andere